# Druckrey-Küpfmüllervergelijking
De Druckrey-Küpfmüllervergelijking is een wiskundige relatie die in de toxicologie wordt gelegd tussen de dosering van een toxine en de duur van toediening van of blootstelling aan die toxine. 
De vergelijking betreft een dosis-responsrelatie die rekening houdt met het principe van het sommatie-effect, zoals die bijvoorbeeld ook bij kankerverwekkende stoffen is gezien. De toxiciteit van veel stoffen zoals organofosfaten en neonicotinoïden kan worden beschreven door de Druckrey-Küpfmüllervergelijking, omdat er onomkeerbare bindingen zijn met specifieke receptoren.
De vergelijking is:
{\displaystyle d\times t^{n}=constant}
waarbij d de dosering is en t de blootstellingsduur. 

## Geschiedenis
De vergelijking is genoemd naar de farmacoloog Hermann Druckrey en de ingenieur Karl Küpfmüller. Het werk is ontstaan in een geallieerd interneringskamp in 1948.